# Éditions Ellipses
Pour les articles homonymes, voir Ellipse.
Les éditions Ellipses ont été fondées en 1973, en France, par Jean-Pierre Bénézet. Elles font partie de la catégorie des éditeurs dits indépendants. L'actuel directeur général est Brieuc Bénézet. 
Se consacrant au départ à la publication d'ouvrages destinés aux classes préparatoires aux grandes écoles (CPGE) scientifiques, commerciales ou littéraires, les éditions Ellipses se sont ensuite diversifiées. Outre l'édition et la diffusion des publications de l'École polytechnique, elles publient aussi des ouvrages concernant la médecine, les concours administratifs, la préparation du CAPES et de l'agrégation, le droit et les langues. Plus récemment sont apparus des ouvrages pour l'enseignement secondaire (collège, lycée), ainsi que des livres destinés au grand public cultivé, notamment dans le domaine de la vulgarisation scientifique. Ses collections couvrent aujourd'hui la plupart des grandes disciplines.
En 2007, Ellipses figure parmi les deux cents premières maisons d'édition françaises.